# Борисов, Виктор Васильевич (тренер)
Ви́ктор Васи́льевич Бори́сов (узб. Viktor Vasilyevich Borisov; 17 октября 1941 — 16 мая 2015) — советский и узбекистанский футболист и тренер.

## Футбольная биография

### Карьера игрока
Начинал играть в футбол в команде ФК «Янгиер», но из-за травмы голеностопа был вынужден рано закончить карьеру футболиста.

### Карьера тренера
Тренерскую деятельность начал в команде завода «Ташкенткабель». В 1979 году Борисов принял команду «Бустон» (Джизак) и вывел её в первую лигу чемпионата СССР. За это достижение Борисову было присвоено звание «Заслуженный тренер Узбекистана».
В 1980—1982 годах учился в Высшей школе тренеров в Москве. В 1984—1985 годах — главный тренер юношеской сборной Узбекистана, позже главный тренер сборной Узбекистана, которая приняла участие в Спартакиаде народов СССР в Киеве. Сборная вышла в финал, где с минимальным счетом уступила сборной хозяев поля.
В 1988—1990 годах Борисов — один из тренеров ташкентского «Пахтакора», а с началом независимых чемпионатов Узбекистана тренирует джизакскую «Согдиану», которая под его руководством в чемпионате 1992 года завоевала третье место.
В 1997—1998 году был главным тренером команды «Насаф» (Карши), а с 2000 года — главным тренером олимпийской сборной Узбекистана, он был также главным тренером национальной сборной Узбекистана.
Главным достижением тренера Борисова является выход молодёжной сборной страны в финальную часть чемпионата мира. На мировом первенстве руководство сборной доверили специалисту из Германии Х.-Ю. Геде, у которого Борисов стал помощником. Под руководством Геде сборная не смогла выйти из группы.
Борисов один раз был вторым, дважды был третьим в номинации «Лучший тренер года в Узбекистане».
Последние годы прожил в Москве, в 2004 году получил российское гражданство. Скончался 16 мая 2015 года.

## Семья
Сын Борисова Александр (1972) в 1990-е годы выступал за команды высшей лиги Узбекистана на позиции полузащитника.

## Достижения

### Как тренера
- Бронзовый призёр чемпионата Узбекистана: 1992